# Patrick Vieira
Patrick Vieira (n. 23 iunie 1976, Dakar, Senegal) este un fotbalist francez retras din activitate, care a jucat pe post de mijlocaș defensiv la echipe ca Arsenal, Inter Milano și Cannes. Pe plan internațional, are prezențe la națională pentru Franța U21⁠(d) și Franța. După încheierea carierei, a devenit antrenor, și antrenează în prezent pe Genoa CFC.
Între anii 1996 și 2005 a evoluat la clubul Arsenal, cu care a câștigat de trei ori Premier League și de patru ori Cupa Angliei. Are 107 convocări la echipa națională a Franței, cu care a câștigat Campionatul Mondial de fotbal din 1998 și Campionatul European din anul 2000. Vieira a fost de două ori căpitan al echipei Franței.

## Carieră

### Ca jucător

#### Începutul
Vieira a emigrat alături de familia sa din Senegal in Franța, când avea 8 ani și nu s-a întors în țara de naștere până în 2003. Numele său portughez, se datorează originii părinților săi, ei provenind din Republica Capului Verde. Au divorțat când Patrick era un copil și de atunci nu și-a văzut niciodată tatăl. Bunicul său a servit în Forțele Militare Marine ale Franței, făcându-l eligibil pentru cetățenia franceză la naștere. Odată în Franța, Vieira a început să joace fotbal pentru AS Cannes în 1993, debutând la vârsta de 17 ani și fiind numit căpitan al echipei la doar 19 ani. În 1995, Vieira a semnat pentru gigantul european AC Milan, unde a devenit una dintre cele mai atrăgătoare promisiuni ale clubului italian, jucând la echipa de tineret și la cea de rezerve.

#### Arsenal
Odată cu sosirea noului antrenor Arsène Wenger pe banca lui Arsenal, el a recomandat semnarea lui Vieira pentru club. Vieira a semnat în schimbul la 3,5 milioane de lire sterline. Puterea, rezistența si dominația lui l-au făcut repede unul dintre principalii jucători ai clubului. A format un impresionant centru al terenului, cu francezul Emmanuel Petit câștigând Premier League și FA Cup în 1997-98. De asemenea, a fost membru al naționalei franceze la Cupa Mondială din 1998, în care Franța a câștigat.
Vieira a jucat în finala Cupei UEFA din 2000 împotriva lui Galatasaray. Arsenal a pierdut meciul la loviturile de departajare, iar Vieira a ratat lovitura sa. După retragerea lui Tony Adams în anul 2002, Vieira a devenit noul căpitan al lui Arsenal. Sezonul 2003-04 a fost, fără îndoială, cel mai de succes în cariera lui Vieira la club, când Arsenal a câștigat Premier League fără a pierde vreun meci. Însă în acel sezon Vieira a suferit numeroase accidentări, fiind înlocuit de Ray Parlour. Vieira s-a întors în meciul de UEFA Champions League împotriva lui Lokomotiv.

#### Plecarea de la Arsenal
În iulie 2005, Arsenal a acceptat o ofertă de la Juventus de 20 de milioane de euro pentru Vieira. Francezul a semnat un contract pe cinci ani cu „Vecchia Signora”. Transferul s-a datorat în parte a progresului tânărului Cesc Fabregas. În cariera sa de nouă ani la Arsenal, Vieira a jucat 407 de meciuri. Vieira continuă să fie unul dintre cei mai iubiți jucători ai tunarilor, împreună cu alți mari jucători precum Dennis Bergkamp, Thierry Henry, Tony Adams sau Ian Wright.

#### Juventus
În sosirea sa la Juventus, Vieira a format un centru al câmpului puternic lângă brazilianul Émerson. Participarea sa a fost foarte importantă pentru ca Juventus să câștige Scudetto în acel an. În martie 2006, Vieira s-a întors pe Emirates Stadium pentru a juca un meci pentru Legendele Arsenalului împotriva Legendelor lui Ajax în onoarea atacantului Dennis Bergkamp, care s-a retras la sfârșitul acelui sezon.
În vara anului 2006, Juventus a fost retrogradată în Serie B după cazul Moggi. După câteva zvonuri despre un posibil transfer al lui Vieira la Manchester United sau chiar o revenire la Arsenal, Vieira a semnat în cele din urmă pentru Inter Milano în schimbul a aproape 10 milioane de euro. Vieira a declarat că dorește să continue să joace la primul nivel, justificând plecarea sa de la „Vecchia Signora”.

#### Inter Milano
În prima sa prezență la Inter, Vieira a câștigat Super Cupa Italiei. Cu toate acestea, traiectoria sa la clubul nerro-azzurri a fost marcată de accidentări și probleme, fiind înlocuit în numeroase rânduri de către jucători precum Olivier Dacourt, Thiago Motta sau Sulley Muntari. Vieira și-a pierdut importanța în club, deoarece nu putea juca în mod regulat. În 2009, au existat numeroase zvonuri despre posibila întoarcere a lui Vieira la Arsenal, iar Arsene Wenger și-a dat acordul pentru semnarea lui.

#### Manchester City
În ianuarie 2010, Vieira a trecut examenul medical cu Manchester City unde s-a alăturat foștilor săi colegi Kolo Touré și Sylvinho. Contractul a fost pentru șase luni, cu o posibilitate de prelungire de alte 12 luni. A debutat la City într-un meci împotriva lui Hull City. Primul său gol l-a marcat împotriva lui Bolton Wanderers. În iunie 2010, Vieira și-a prelungit contractul cu Manchester City pentru un an.
Pe 14 iulie 2011, Vieira și-a anunțat retragerea din fotbal pentru a ocupa o nouă poziție in cadrul echipei Manchester City, antrenând echipa de rezervă.

### Ca antrenor

#### Manchester City B
Vieira își începe cariera antrenând tineretul ultimului său club.

#### New York City FC
Prima mare echipă pe care Patrick o antrenează este New York City FC din MLS, semnând pentru acest post la 9 noiembrie 2015.

## Statistici

### Club
| Performanță la club | Performanță la club | Performanță la club | Campionat | Campionat | Cupă            | Cupă            | Cupa Ligii        | Cupa Ligii        | Continental | Continental | Total   | Total  |
| Sezon               | Club                | Ligă                | Meciuri   | Goluri    | Meciuri         | Goluri          | Meciuri           | Goluri            | Meciuri     | Goluri      | Meciuri | Goluri |
| Franța              | Franța              | Franța              | Ligă      | Ligă      | Coupe de France | Coupe de France | Coupe de la Ligue | Coupe de la Ligue | Europa      | Europa      | Total   | Total  |
| ------------------- | ------------------- | ------------------- | --------- | --------- | --------------- | --------------- | ----------------- | ----------------- | ----------- | ----------- | ------- | ------ |
| 1993–94             | Cannes              | Division 1          | 5         | 0         | 1               | 0               |                   |                   | -           | -           | 6       | 0      |
| 1994–95             | Cannes              | Division 1          | 31        | 2         | 2               | 0               | 1                 | 1                 | 4           | 1           | 38      | 4      |
| 1995–96             | Cannes              | Division 1          | 13        | 0         |                 |                 |                   |                   | 4           | 0           | 17      | 0      |
| Italia              | Italia              | Italia              | Ligă      | Ligă      | Coppa Italia    | Coppa Italia    | League Cup        | League Cup        | Europa      | Europa      | Total   | Total  |
| 1995–96             | Milan               | Serie A             | 2         | 0         | 1               | 0               | -                 | -                 | 2           | 0           | 5       | 0      |
| Anglia              | Anglia              | Anglia              | Ligă      | Ligă      | FA Cup          | FA Cup          | Cupa Ligii        | Cupa Ligii        | Europa      | Europa      | Total   | Total  |
| 1996–97             | Arsenal             | Premier League      | 31        | 2         | 3               | 0               | 3                 | 0                 | 1           | 0           | 38      | 2      |
| 1997–98             | Arsenal             | Premier League      | 33        | 2         | 9               | 0               | 2                 | 0                 | 2           | 0           | 46      | 2      |
| 1998–99             | Arsenal             | Premier League      | 34        | 3         | 5               | 1               | 1                 | 0                 | 3           | 0           | 43      | 4      |
| 1999–00             | Arsenal             | Premier League      | 30        | 2         | 2               | 0               | 1                 | 0                 | 14          | 0           | 47      | 2      |
| 2000–01             | Arsenal             | Premier League      | 30        | 6         | 6               | 1               |                   |                   | 12          | 0           | 48      | 7      |
| 2001–02             | Arsenal             | Premier League      | 36        | 2         | 7               | 0               | -                 | -                 | 11          | 1           | 54      | 3      |
| 2002–03             | Arsenal             | Premier League      | 24        | 3         | 5               | 0               | 1                 | 0                 | 12          | 1           | 42      | 4      |
| 2003–04             | Arsenal             | Premier League      | 29        | 3         | 5               | 0               | 3                 | 0                 | 7           | 0           | 44      | 3      |
| 2004–05             | Arsenal             | Premier League      | 32        | 6         | 6               | 1               | -                 | -                 | 6           | 0           | 44      | 7      |
| Italia              | Italia              | Italia              | Ligă      | Ligă      | Coppa Italia    | Coppa Italia    | Cupa Ligii        | Cupa Ligii        | Europa      | Europa      | Total   | Total  |
| 2005–06             | Juventus            | Serie A             | 31        | 5         | 3               | 0               | 1                 | 0                 | 7           | 0           | 42      | 5      |
| 2006–07             | Internazionale      | Serie A             | 20        | 1         | 3               | 0               | 1                 | 2                 | 4           | 1           | 28      | 4      |
| 2007–08             | Internazionale      | Serie A             | 16        | 3         | 3               | 0               | 1                 | 0                 | 3           | 0           | 23      | 3      |
| 2008–09             | Internazionale      | Serie A             | 19        | 1         | 2               | 0               | -                 | -                 | 3           | 0           | 24      | 1      |
| 2009–10             | Internazionale      | Serie A             | 12        | 1         | 1               | 0               | 1                 | 0                 | 2           | 0           | 16      | 1      |
| Anglia              | Anglia              | Anglia              | League    | League    | FA Cup          | FA Cup          | Cupa Ligii        | Cupa Ligii        | Europa      | Europa      | Total   | Total  |
| 2009–10             | Manchester City     | Premier League      | 13        | 1         | 1               | 0               | 0                 | 0                 | -           | -           | 14      | 1      |
| 2010–11             | Manchester City     | Premier League      | 15        | 2         | 8               | 3               | 1                 | 0                 | 8           | 0           | 32      | 5      |
| Total               | Franța              | Franța              | 49        | 2         | 3               | 1               | 1                 | 0                 | 8           | 1           | 61      | 4      |
| Total               | Italia              | Italia              | 100       | 11        | 13              | 0               | 4                 | 2                 | 21          | 1           | 138     | 14     |
| Total               | Anglia              | Anglia              | 307       | 32        | 57              | 6               | 12                | 0                 | 76          | 2           | 452     | 40     |
| Total carieră       | Total carieră       | Total carieră       | 456       | 45        | 73              | 7               | 17                | 2                 | 105         | 4           | 651     | 58     |